# Vertova

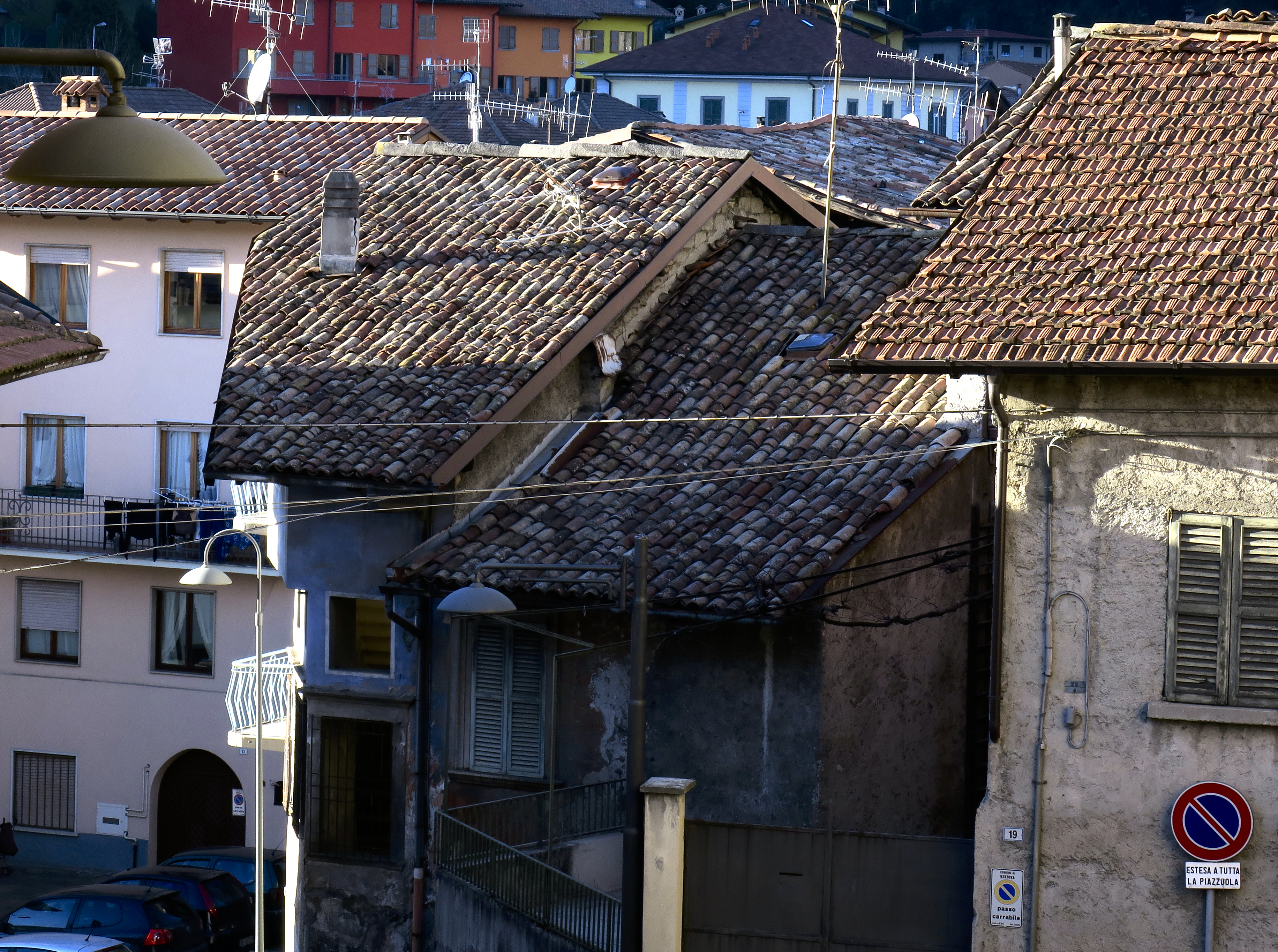
Scorcio storico di Vertova

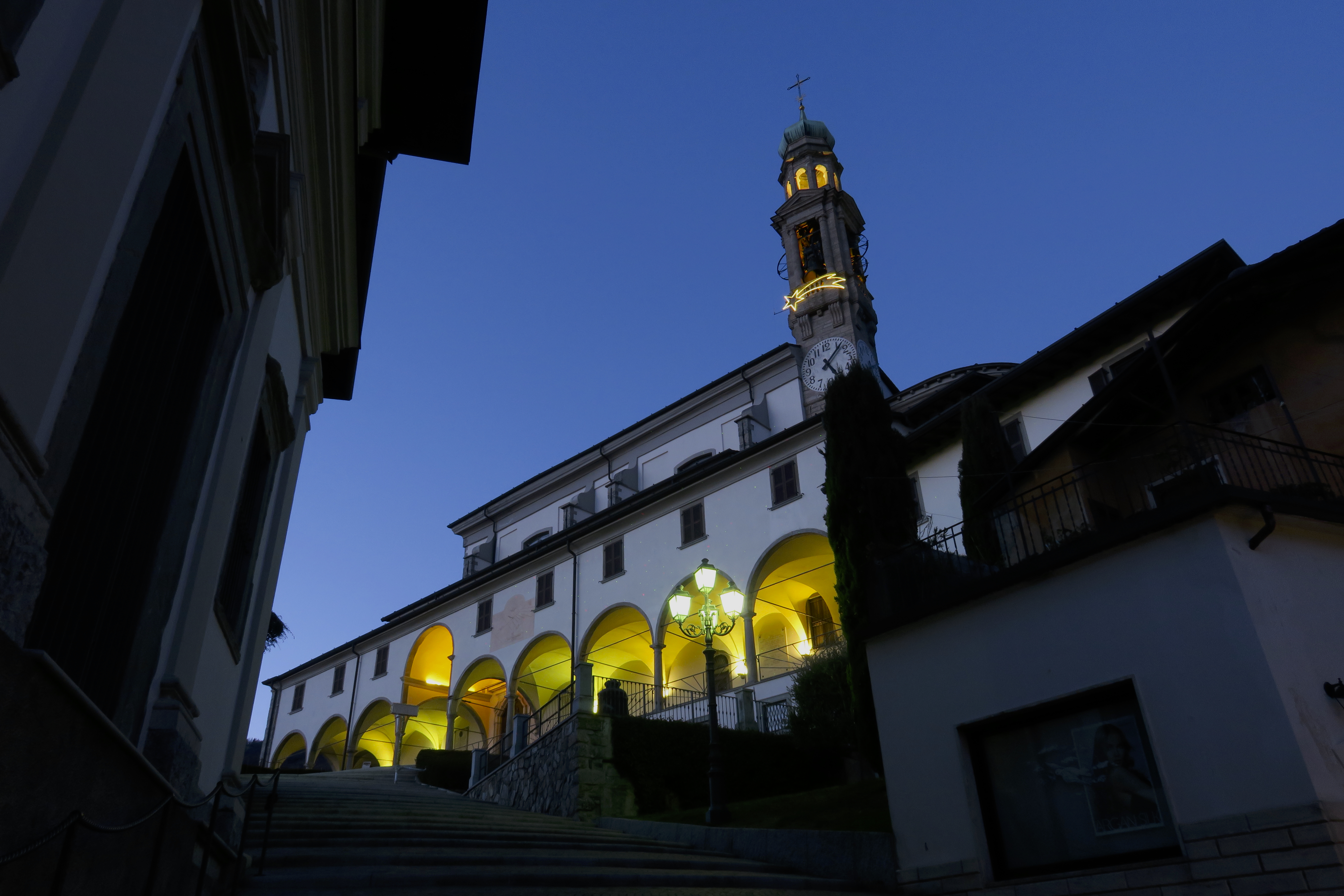
Chiesa Parrocchiale di Santa Maria Assunta

Vertova [ˈvɛrtova] (Èrfa [ˈɛɾfa], Èrtoa [ˈɛɾtoa] o Vèrtua [ˈvɛɾtua] in dialetto bergamasco) è un comune italiano di 4 419 abitanti della val Seriana in provincia di Bergamo, in Lombardia. Situato alla destra orografica del fiume Serio, dista 21 chilometri dal capoluogo orobico ed è compreso nella Comunità montana della Valle Seriana.

## Geografia fisica

### Territorio

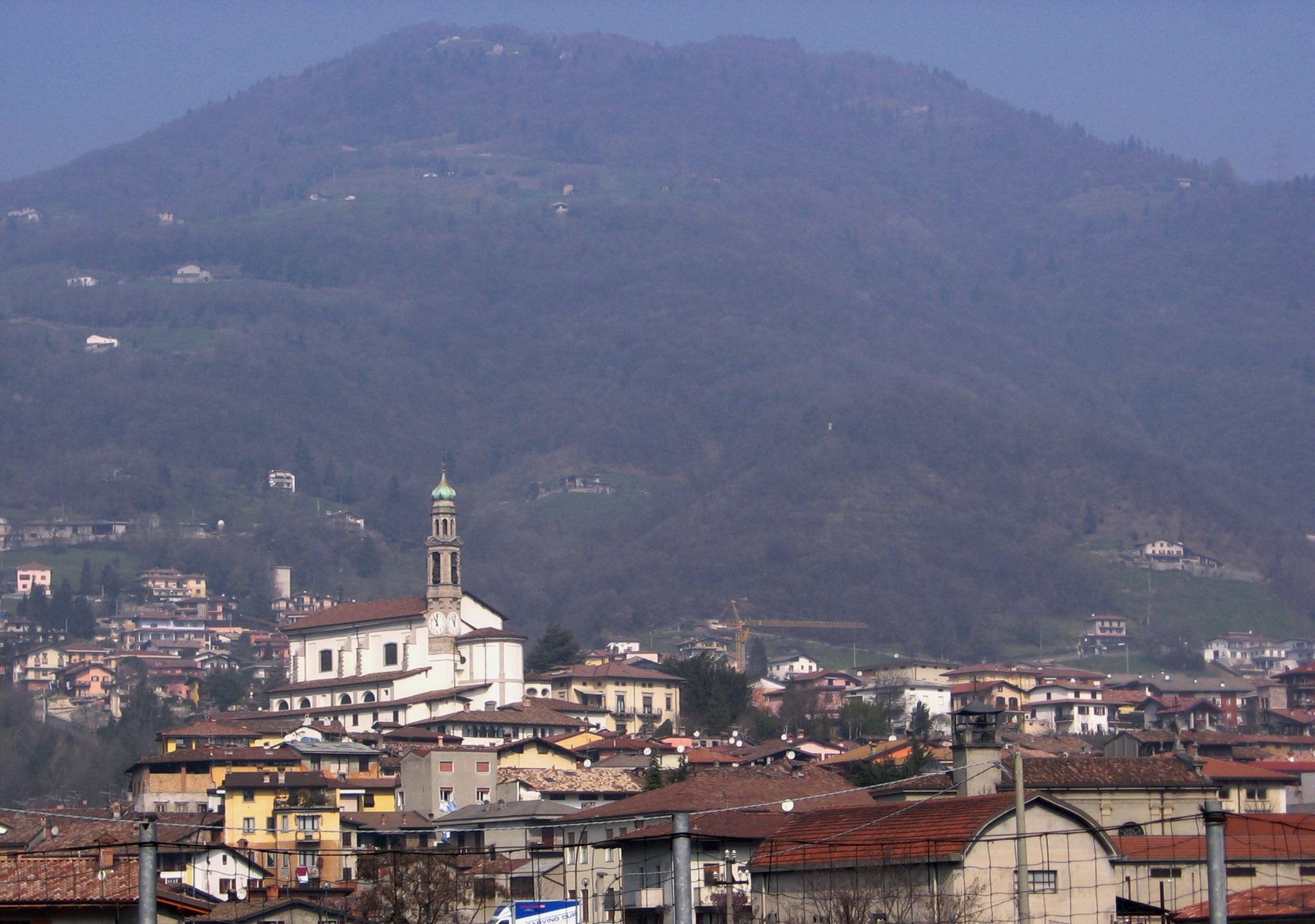
Vista di Vertova con il monte Cavlera sullo sfondo

Il comune è interamente situato sulla destra orografica della media val Seriana, in corrispondenza della confluenza del torrente Vertova nel fiume Serio, ad un'altezza compresa tra i 395 m s.l.m. della piana alluvionale ai circa 1 900 delle propaggini del monte Alben.
Amministrativamente è delimitato a sud-est dal corso del fiume Serio, che lo divide dal comune di Casnigo, a sud da Fiorano al Serio mediante il monte Clocca (594 m s.l.m.), mentre a sud-ovest ed ovest il limite territoriale è dato dal corso del torrente Vertova, situato nell'omonima valle, che lo suddivide amministrativamente da Gazzaniga. A nord-ovest il confine ricalca lo spartiacque orografico che va al monte Suchello al monte Secretondo (propaggine del monte Alben), tra le valli Seriana e Brembana, divisione naturale con il comune di Cornalba. A nord e nord-est è invece il crinale che scende dall'Alben fino al monte Cavlera a delimitare territorialmente Vertova prima con la val del Riso ed il municipio di Oneta, e nel suo tratto finale con Colzate, con cui divide anche parte del fondovalle.
La gran parte della popolazione risiede nel nucleo abitativo posto nel fondovalle lungo l'asta del fiume Serio che, per via dell'espansione edilizia avvenuta nella seconda parte del XX secolo, risulta essere ormai fuso senza soluzione di continuità con i limitrofi paesi, in quella che viene ormai definita come una città allungata che si protrae da Bergamo fino a Colzate, includendo anche la frazione di Semonte, posta a Sud del comune

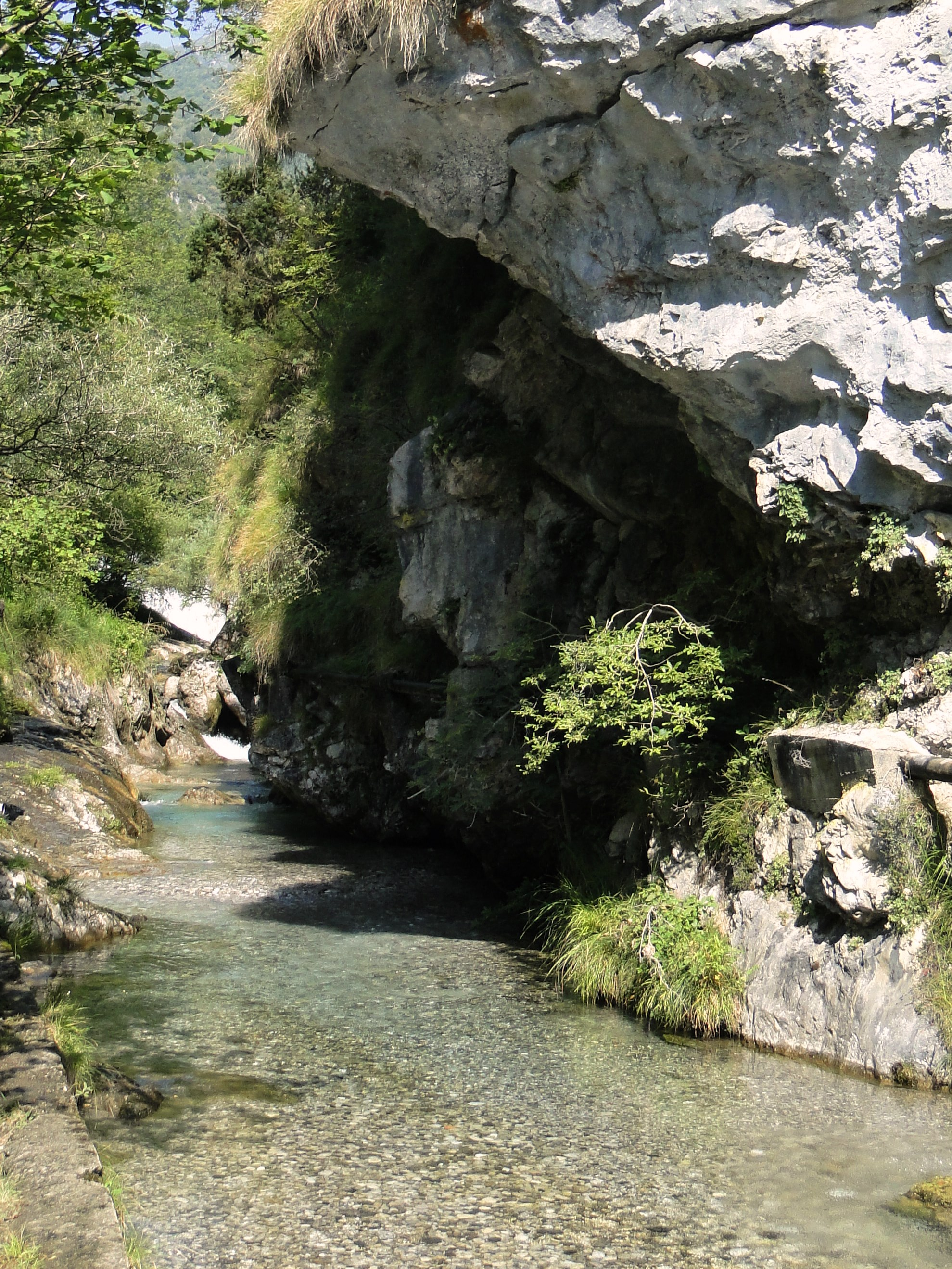
Uno scorcio della val Vertova

Addentrandosi nella val Vertova, sia nel fondovalle che sulle pendici dei monti circostanti, il livello di antropizzazione si fa via via sempre più limitato, fino a diventare pressoché nullo. Un'eccezione è data dal piccolo borgo di Cavlera, posto sull'omonimo monte, nel quale sono concentrate un discreto numero di abitazioni, per lo più seconde case, abitate soltanto da una manciata di residenti.
Per ciò che concerne l'idrografia, oltre al fiume Serio, numerosi sono i corsi d'acqua che attraversano il territorio comunale. Il principale è il Vertova, affluente del Serio da destra, che si sviluppa nell'omonima valle e che raccoglie le acque di numerosi piccoli rivoli composti dalle acque in eccesso provenienti dalle propaggini circostanti. Tra questi vi sono quelli che solcano le piccole vallette laterali, tra le quali la val Gromalt, la val Scapla e la val del Gru che confluiscono dal versante orografico destro, mentre quelli della val Masma, val di Osei (entrambe si sviluppano dalle propaggini del monte Cavlera), val Lacnì e val Sterladec dal versante sinistro.
Nella zona alluvionale è presente anche un canale artificiale che scorre parallelamente al corso del Serio, da cui prende vita presso Colzate, e rigetta le acque nel Serio poche centinaia di metri più a valle, dopo aver alimentato alcune piccole aziende tessili.
La viabilità interna del paese ha una rete stradale ordinaria molto semplice, facente riferimento principalmente alla vecchia provinciale che collega il paese con Colzate e Fiorano al Serio mantenendosi al limite dell'abitato, esternamente al quale, a fianco del fiume Serio, scorre invece la superstrada di scorrimento della val Seriana. Tra queste due arterie è posta la zona industriale, in cui sono presenti attività commerciali ed artigianali sia storiche che di recente insediamento.

## Origini del nome
Il toponimo, la cui etimologia è dibattuta, va confrontato con Vertuinum, nome medievale attestato in area bresciana nonché con i cognomi lombardi (milanesi) Vertuani, Virtuani. Nonostante molte ipotesi lascino intendere una formazione prelatina (per esempio etrusca, Ertva) se non, addirittura, a "un tempio dedicato al dio Vertumno, ora a San Marco"), secondo Dante Olivieri il toponimo deriverebbe da *vertola, da cui il dialettale Vèrtua e l'italianizzazione in Vertova, da verta ‘terra aperta’ e ‘comune’.

## Storia

### Dalla preistoria alla conquista romana

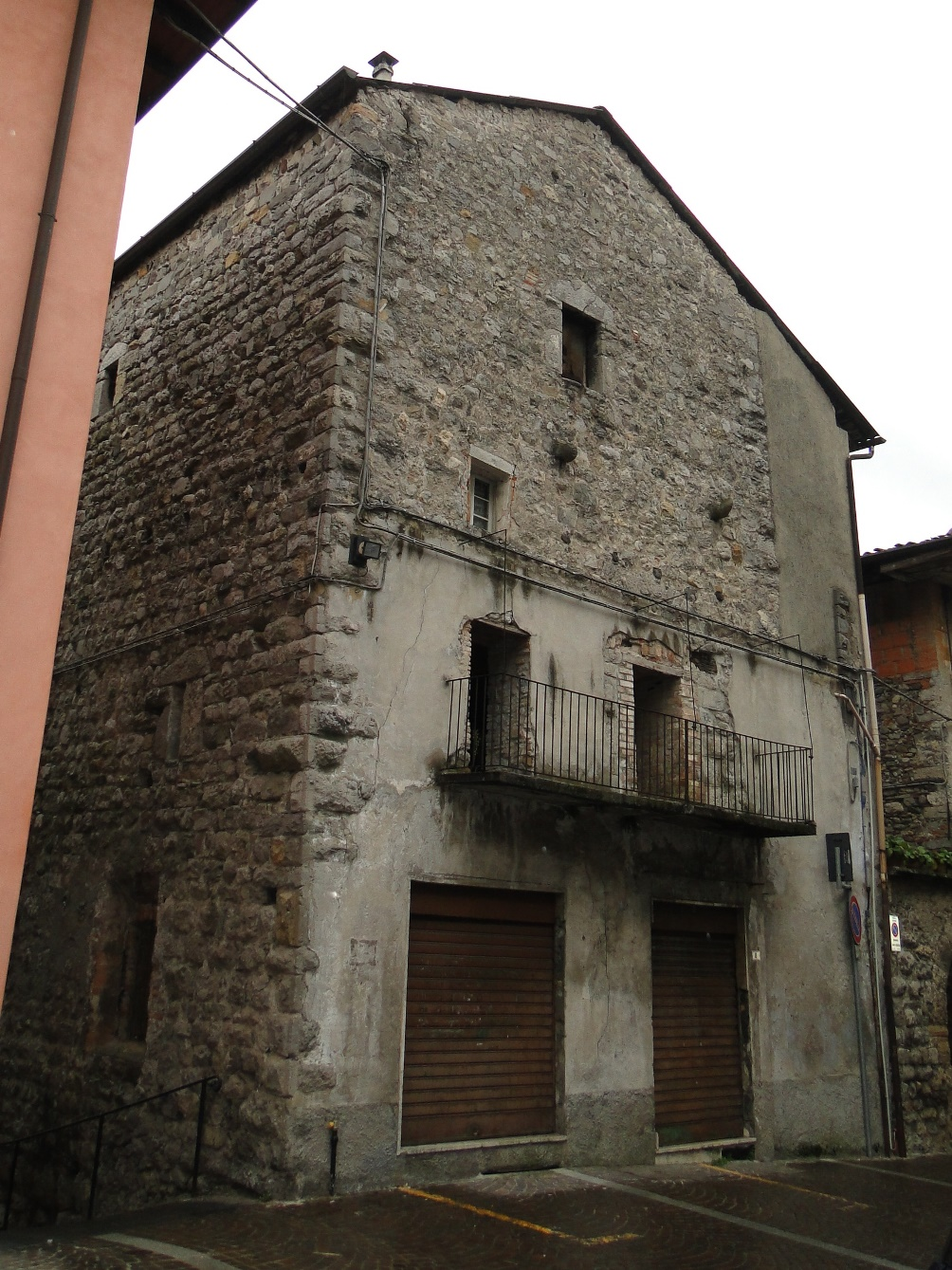
La casa-torre in piazza Castello, già sede comunale, risalente al XII secolo

I primi insediamenti umani sarebbero riconducibili al VI secolo a.C. quando nella zona si stabilirono popolazioni di origine ligure, dedite alla pastorizia, tra cui gli Orobi. Ad essi si aggiunsero ed integrarono, a partire dal V secolo a.C. le popolazioni di ceppo celtico, tra cui i Galli Cenomani. Si trattava tuttavia di presenze sporadiche, che non formarono mai un nucleo abitativo definito.
La prima vera e propria opera di urbanizzazione fu invece opera dei Romani, che conquistarono la zona e la sottoposero a centuriazione, ovvero ad una suddivisione dei terreni a più proprietari, a partire dal I secolo a.C. Questa opera assegnò appezzamenti più o meno vasti a coloni e veterani di guerra, di origine o acquisizione romana, i quali bonificarono i terreni al fine di poterli sfruttare per coltivazioni agricole ed allevamento di bestiame. 
In ogni caso durante questo periodo gli abitanti si basavano su agricoltura, principalmente nella piana del fondovalle, e pastorizia, nella zona collinare. Il centro abitato aveva dimensioni molto ridotte e si sviluppava attorno alla strada che collegava Bergamo con Clusone e l'alta val Seriana, in quel tempo importante centro di estrazione mineraria, percorrendo la zona ai piedi della montagna.
In tale periodo pare che i nuovi dominatori avessero insediato, nella zona più elevata del fondovalle, un tempio dedicato alla divinità pagana di Vertumno da cui, secondo la leggenda, il paese avrebbe poi tratto il suo nome.
Al termine della dominazione romana vi fu un periodo di decadenza ed abbandono del centro abitato, con la popolazione che sovente era costretta a cercare riparo sulle alture circostanti al fine di difendersi dalle scorrerie perpetrate dalle orde barbariche. La situazione ritornò a stabilizzarsi con l'arrivo dei Longobardi, popolazione che a partire dal VI secolo si radicò notevolmente sul territorio, influenzando a lungo gli usi degli abitanti: si consideri infatti che il diritto longobardo rimase de facto attivo nelle consuetudini della popolazione fino alla sua abolizione, avvenuta soltanto nel 1491.

### L'alto medioevo

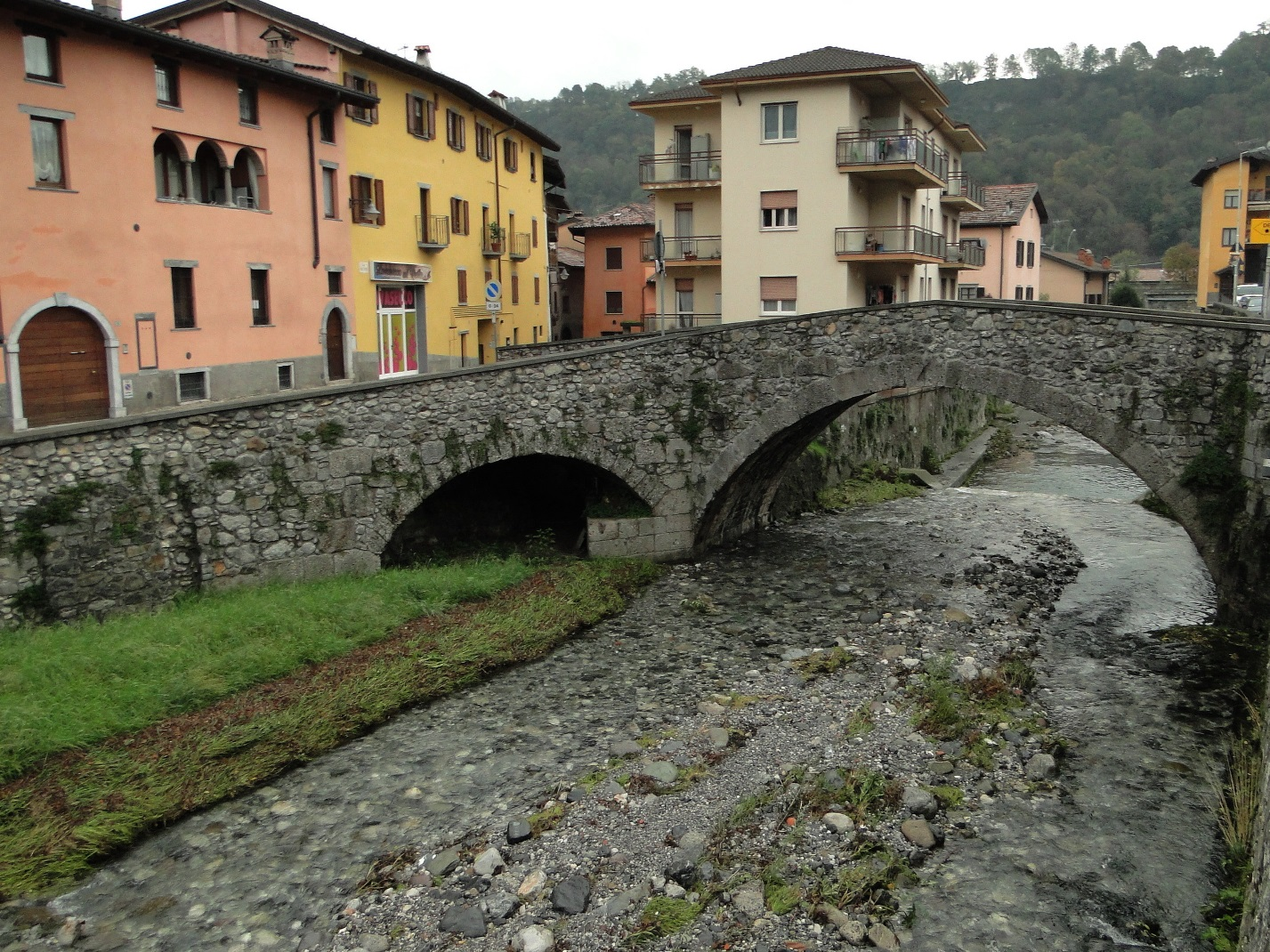
Il ponte di san Carlo

Con l'arrivo dei Franchi, avvenuto verso la fine dell'VIII secolo, il territorio venne sottoposto al sistema feudale, con il paese che inizialmente venne assegnato, al pari di gran parte della valle, ai monaci di Tours per poi essere infeudato al vescovo di Bergamo.
A tal riguardo è importante segnalare la figura del vertovese Alcherius (o Alcherio), della famiglia degli Alcheri, che ricoprì la carica di vescovo di Bergamo dal 1013 al 1022.
Con il passare degli anni al potere vescovile si affiancò quello di alcune famiglie della zona, che riuscirono ad ottenere sempre più spazio, passando dal ruolo di grandi proprietari a quelli di feudatari de facto. È il caso della famiglia Albertoni, i cui membri vennero insigniti della carica di conti e capitani di Vertova, con l'elemento di maggior spicco nella persona di Bernardo, che già nel 1160, risulta feudatario diretto dell'episcopato.
Questo casato si radicò sul territorio vertovese al punto di creare una propria residenza fissa con tanto di cinta fortificata che ben presto assunse le fattezze di un vero e proprio castello (detto appunto Castello dei Capitanei degli Albertoni), entro il quale vi era una chiesa dedicata a santa Caterina, una roggia privata e la luvera, ovvero una buca con galleria sotterranea da utilizzare in caso di assedio.

### Età comunale

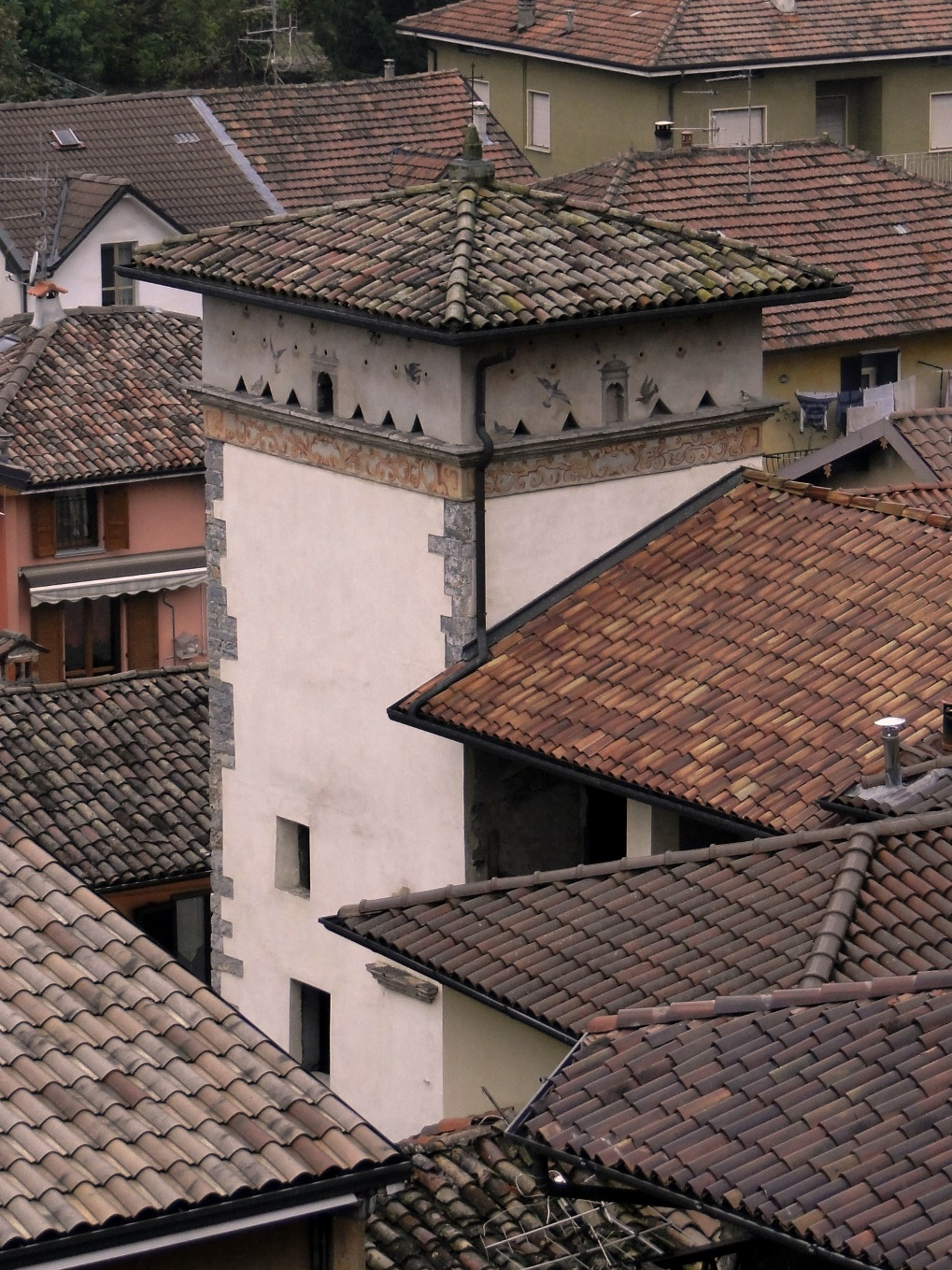
La torre Colombera

Nel corso della seconda metà del XII secolo cominciarono a svilupparsi i primi sentimenti di autonomia da parte delle città lombarde, contrastati però da Federico Barbarossa, imperatore del Sacro Romano Impero. Quest'ultimo condusse numerose campagne in Italia, tra cui quella del 1166 quando scese in val Seriana attraverso la val Camonica, occasione in cui i soldati imperiali diedero alle fiamme il borgo di Vertova, unitamente a quello di Fiorano, in quanto gli abitanti si erano rifiutati di dar loro da mangiare. Tuttavia la spinta autonomistica non fu fermata, tanto che nel 1210 Vertova scelse di confederarsi con i comuni limitrofi nella Confederazione de Honio, un'istituzione sovra comunale che aveva il compito di gestire i beni indivisi quali prati, pascoli, boschi, sotto il controllo di un feudatario, incaricato dal vescovo di Bergamo, a sua volta investito dall'imperatore del Sacro Romano Impero.
Il passo successivo fu quello di emanciparsi definitivamente dal giogo feudale, redigendo nel 1235 il primo statuto che diede il via all'esperienza comunale. Negli statuti della città di Bergamo redatti nel XIV e XV secolo Vertova risulta inserita nella circoscrizione denominata facta di san Lorenzo, con confini territoriali pari 250 ettari, circoscritti quindi al solo centro abitato, in quanto il resto era affidato al Concilio.
Nel frattempo il paese si era ritagliato un importante spazio nella pastorizia, con ingenti produzioni di pelli, latticini e lana. Si stima difatti che nel corso del XII secolo nel paese vi fossero più di 15.000 pecore, a fronte di una popolazione di circa 1.500 anime. Questo portò alla fioritura dell'industria laniera, che ben presto rese Vertova il mercato di riferimento della media valle, sia per la tessitura che per la filatura della lana. Ciò garantì un grande benessere alla popolazione anche per via dell'indotto: numerosi erano difatti i tosatori di pecore, i fabbri ed i falegnami per la costruzione di telai, i carrettieri per il trasporto dei materiali, gli operai del follo per la tintura, la striatura, la cimatura e la cardatura di quello che venne chiamato panno grosso bergamasco. 

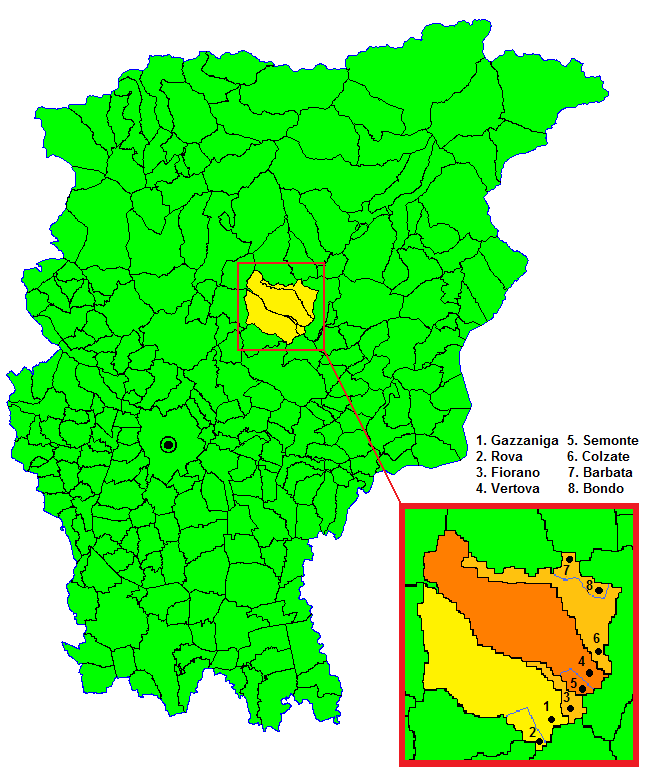
Mappa della Confederazione de Honio

I commerci si spinsero anche oltre confine, così come testimoniato dal fatto che alcuni nuclei di commercianti di Vertova entrarono in contatto con degli irlandesi, venendo per questo chiamati Ibernini (da Iberna, antico nome dell'Irlanda), il cui cognome fu poi fissato in Bernini.
Essi importarono inoltre il culto di san Patrizio, tanto da fondare un santuario a lui dedicato in località I Gromi, a monte di Colzate, località allora inclusa nei confini vertovesi.
Conseguentemente il centro abitato ebbe un notevole sviluppo, tanto da dotarsi di quattro porte d'accesso poste ai punti cardinali, al cui interno vi era un castello e ben sette torri. La vita pubblica era regolata dall'Arengo, un'assemblea popolare che veniva convocata una volta all'anno nella piazza del castello (dove ora sorge la chiesa parrocchiale) il giorno del solstizio d'estate, ed ogni famiglia aveva l'obbligo di presenziarvi tramite un proprio rappresentante compreso tra i 15 ed i 70 anni. L'assemblea eleggeva 21 credendari, sette per ognuna delle tre contrade (Druda, Bernazio e Nunglaqua), i quali a loro volta nominavano due consoli che avevano compito di legiferare e potere di delibera. Questi ultimi rimanevano in carica un anno e non potevano essere rieletti se non dopo sei anni. Anche la famiglia Albertoni si adeguò ai cambiamenti, dal momento che ben sei dei suoi membri, seppur in tempi differenti, ricoprirono questo incarico.
Poco dopo, nel 1263, La Confederazione de Honio venne sciolta, anche se mantenne ugualmente nel corso dei secoli successivi i suoi statuti per ciò che riguardava la parte montuosa del territorio, cessando di esistere soltanto nel 1827. In seguito a ciò Vertova optò, nel 1331, per un'unione fiscale con il vicino borgo di Colzate.

### Le lotte tra fazioni

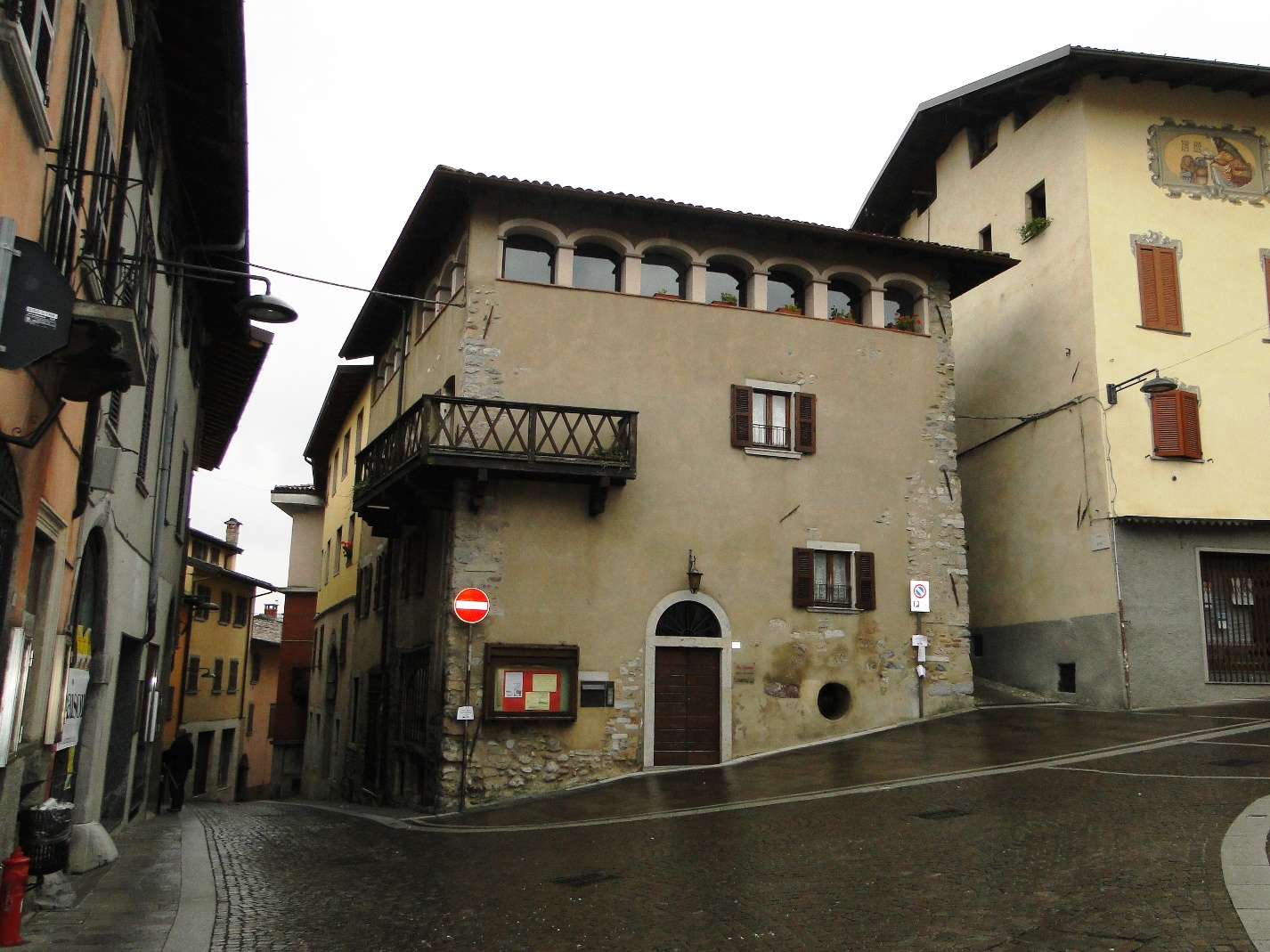
La sede della Pro-Vertova

Ben presto tuttavia cominciarono a verificarsi attriti tra gli abitanti, divisi tra guelfi e ghibellini, che raggiunsero livelli di recrudescenza inauditi.
L'appartenenza del paese all'una o all'altra fazione ha sovente diviso gli storici, anche se ormai pare universalmente accettata l'idea di una Vertova ghibellina, teoria perorata in primis da Bortolo Belotti. Numerosi furono difatti gli esponenti della suddetta parte, anche se non mancarono appartenenti allo schieramento guelfo.
Le cronache del tempo raccontano di numerosi episodi tragici in tutta la provincia di Bergamo, che venne dilaniata da questa sanguinosa faida. Tra i documenti che attestano episodi in cui fu coinvolto il borgo o qualche suo abitante, vi sono quelli che raccontano di tale Ugotto da Vertova che il 18 aprile 1379 fu condotto a Bergamo davanti al Vescovo ed ai luogotenenti dei Duca di Milano, insieme ad altri 140 ghibellini, per rispondere dei delitti di cui si era reso protagonista. Oppure quando, un mese più tardi, precisamente l'11 maggio, nel paese trovò alloggio una colonna di 1 200 ghibellini provenienti dalle città vicine, intenti a muovere aiuto ai ghibellini della valle Seriana superiore assediati nel castello di San Lorenzo presso Rovetta.
Ma gli eventi che segnarono la storia del borgo avvennero nel 1398. In quell'anno il paese fu attaccato una prima volta da una guarnigione di circa mille guelfi il 19 maggio, quando gli assalitori furono però costretti al ritiro a causa del contrattacco ghibellino. Questo evento provocò la volontà di rivalsa da parte dei guelfi che, dopo aver organizzato un esercito di circa seimila unità provenienti dalle province di Bergamo, Brescia e Milano, il 10 giugno devastarono il nucleo abitato uccidendo 34 uomini e 10 donne, depredando tutto quanto fosse possibile e bruciando 500 abitazioni, con i danni che furono valutati in circa 10.000 lire imperiali. Si salvò soltanto il castello degli Albertoni e sei case poste sotto la sua protezione.
Terminata questa furia distruttrice il paese subì un forte contraccolpo, tanto che ci vollero decenni prima che la situazione ritornasse alla normalità. Difatti numerosi abitanti abbandonarono le proprie case, al punto che su 300 famiglie ne rimasero soltanto 25, con conseguente perdita del prestigio sociale ed economico che Vertova aveva acquisito fino a quel momento.

### Repubblica di Venezia

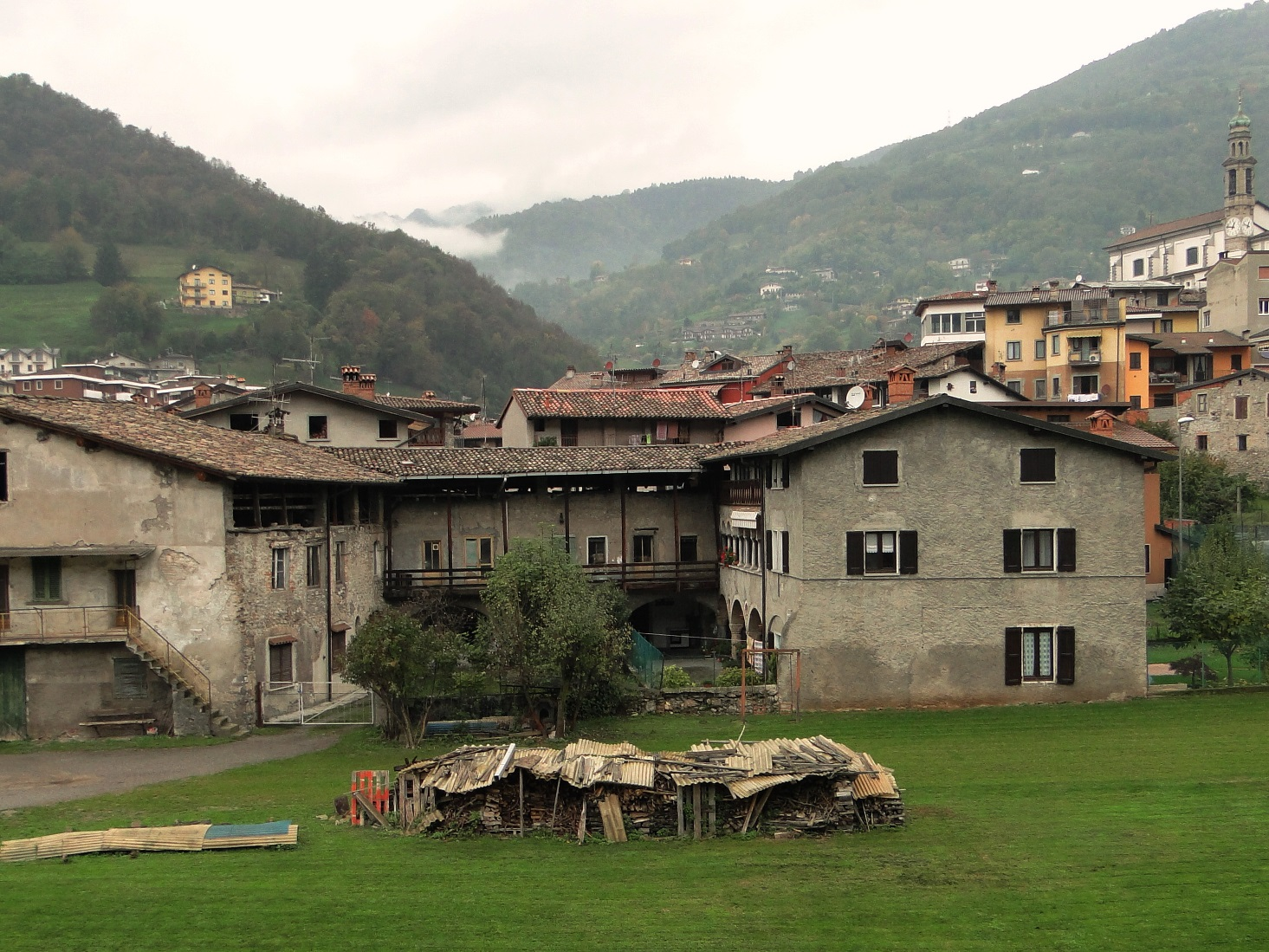
La casa della Soppressa, dove avveniva la stiratura della lana

Alla definitiva pacificazione si arrivò pochi anni più tardi grazie al passaggio alla Repubblica di Venezia, avvenuto nel 1427 dopo un'espressa richiesta di Bergamo e delle sue valli, e ratificato dalla Pace di Ferrara del 1428. La Serenissima inserì Vertova nella Quadra della val Seriana di Mezzo, con capoluogo Gandino, e diede il via ad un periodo di tranquillità in cui l'intera zona riprese a prosperare, garantendo una diminuzione della pressione fiscale ed offrendo maggiore autonomia.
In quegli anni si verificarono episodi che evidenziarono la spiccata animosità degli abitanti. In primo luogo la lite con gli abitanti di Oneta per lo sfruttamento dei boschi posti sul lato sinistro della Val del Riso. Secondo i vertovesi difatti questi spazi erano sfruttati in modo illegittimo dagli abitanti di Oneta, tanto da organizzare contro questi una spedizione armata, avvenuta il 18 maggio 1548. A ciò seguirono numerose vertenze, culminate con una sentenza che nel 1594 obbligò Vertova al versamento di una somma come parziale indennizzo dei danni procurati.
Problemi si verificarono anche all'interno dei confini comunali, con una diatriba che vide schierati da una parte gli abitanti “originari”, dall'altra i “forestieri” immigrati da paesi o città vicine. I primi difatti non volevano che i secondi utilizzassero liberamente i beni comuni. La situazione venne definita mediante l'accordo che fissava in vent'anni di residenza nel paese con obbligo di pagare tutte le tasse, il limite per essere considerato “originario”. Chi non rientrava in questo parametro fu obbligato al pagamento di un indennizzo per l'usufrutto delle proprietà collettive.
Altri dissidi si verificarono anche in ambito religioso, con le parrocchie di Fiorano e Vertova intente a contendersi l'assegnazione del borgo di Semonte. Quest'ultimo infatti, amministrativamente ricadeva nei confini di Vertova, mentre a livello religioso era, da sempre, competenza di Fiorano. La vertenza fu risolta mediante un decreto del cardinale Pietro Priuli che, in data 23 ottobre 1723, confermò la pertinenza a Fiorano.
Un violento scossone alla tranquillità della popolazione arrivò tra il 1629 ed il 1631, quando la violenta epidemia di peste di manzoniana memoria causò la morte di 1 042 abitanti su un totale di 1 880, oltre il 55% dei residenti.
Nella seconda metà del XVIII secolo il paese fu invece colpito dalla crisi della produzione dei panni di lana, dovuta all'importazione di prodotti esteri a prezzo più basso, che mise in ginocchio la pastorizia ed il commercio della materia prima.

### Dall'avvento di Napoleone fino ai giorni nostri

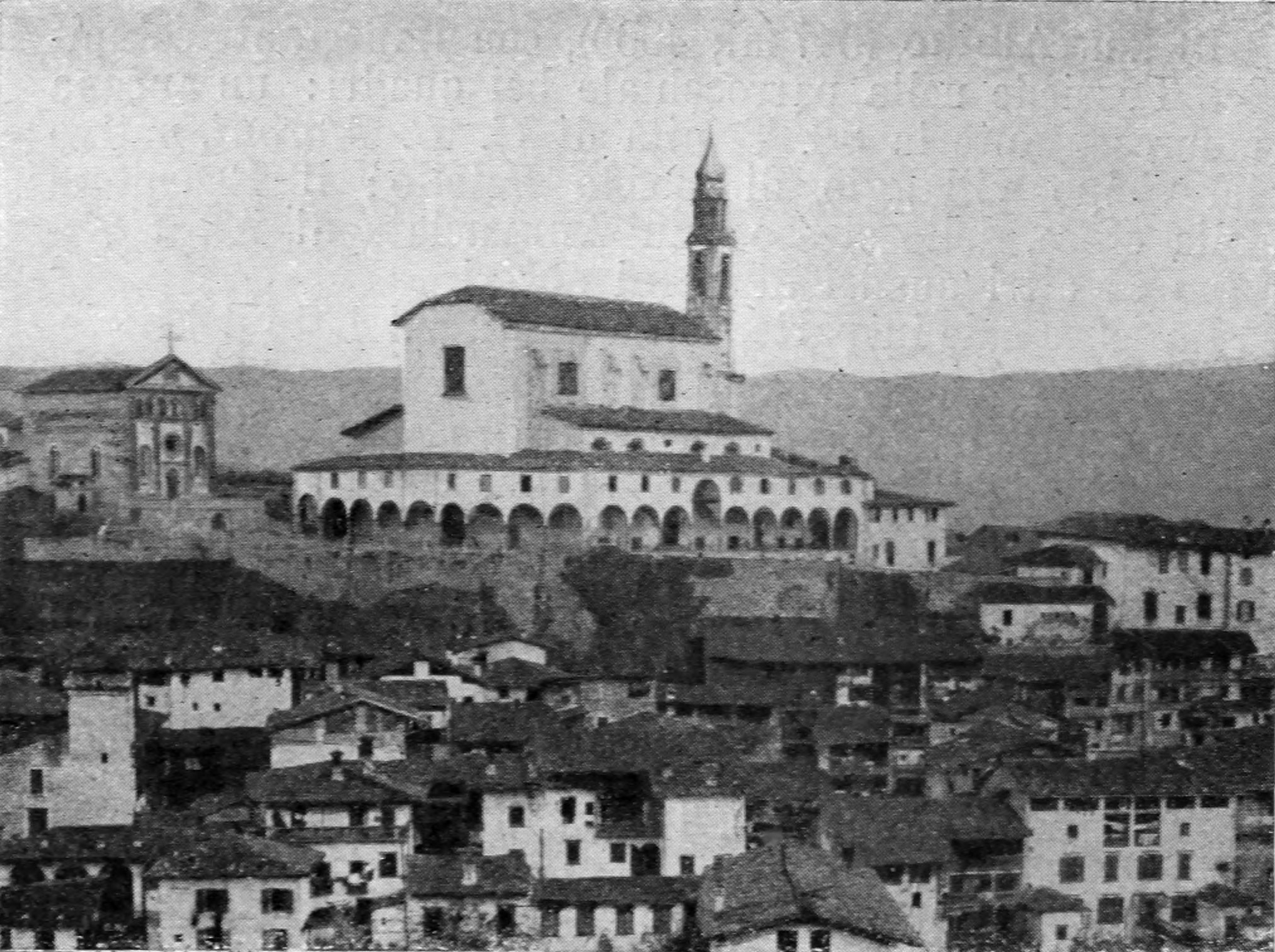
Immagine di Vertova alla fine XIX secolo

Ma il potere della Repubblica di Venezia era ormai agli sgoccioli, tanto che nel 1797, in seguito al trattato di Campoformio, venne sostituita dalla napoleonica Repubblica Cispadana. 
Il cambio di dominazione comportò una revisione dei confini, che portarono Vertova ad inglobare nuovamente il territorio di Colzate, senza tuttavia le frazioni di Bondo e Barbata. Quest'unione durò poco, dal momento che già nel 1805 i due comuni vennero nuovamente scissi.
Dopo quattro anni i limiti territoriali vennero nuovamente ridisegnati mediante un'imponente opera di accorpamento dei piccoli centri ai più grandi: in questo frangente Vertova assorbì nuovamente Colzate (sempre senza Bondo e Barbata), che riuscì a riottenere la propria autonomia nel 1816, in occasione del nuovo cambio di governo che vide subentrare l'austriaco Regno Lombardo-Veneto alle istituzioni francesi.
Nel 1827 venne definitivamente sciolta la Confederazione de Honio, con Vertova che acquisì formalmente il possesso di tutte le terre collinari e montuose ricoperte dai boschi a Nord dell'abitato.
Nella seconda parte del XIX secolo, contestualmente all'Unità d'Italia, si verificò uno sviluppo dell'industria, con numerose realtà che si insediarono e radicarono sul territorio. 
Un ulteriore impulso venne dall'apertura della Ferrovia della Valle Seriana, che dal 1884 permise il collegamento di merci e passeggeri da Bergamo a Clusone.
Anche il numero di abitanti risentì di questa condizione, raddoppiando di numero tra il 1861, quando i residenti erano 1962, ed il 1901, quando passò a 3696 unità. 
Il livello di crescita della popolazione subì tuttavia una brusca frenata nel XX secolo, assestandosi su valori prossimi alle 4.500 unità.

### Simboli
Lo stemma dapprima venne approvato con delibera del podestà Santo Gusmini il 2 dicembre 1939 su proposta dello Studio Araldico di Padova che introdusse nello scudo un fortilizio di rosso su fondo azzurro, simbolo del torrente Vertova, poiché storicamente era provato che esisteva un castello e che il territorio era governato dai Conti Vertova. La sua adozione venne confermata con delibera del consiglio comunale del 13 dicembre 1958. Lo stemma e il gonfalone sono stati definitivamente concessi con decreto del presidente della Repubblica del 20 gennaio 1960.
Il gonfalone è un drappo partito di azzurro e di rosso.

## Monumenti e luoghi d'interesse

### Architetture religiose

#### Chiesa parrocchiale di santa Maria Assunta

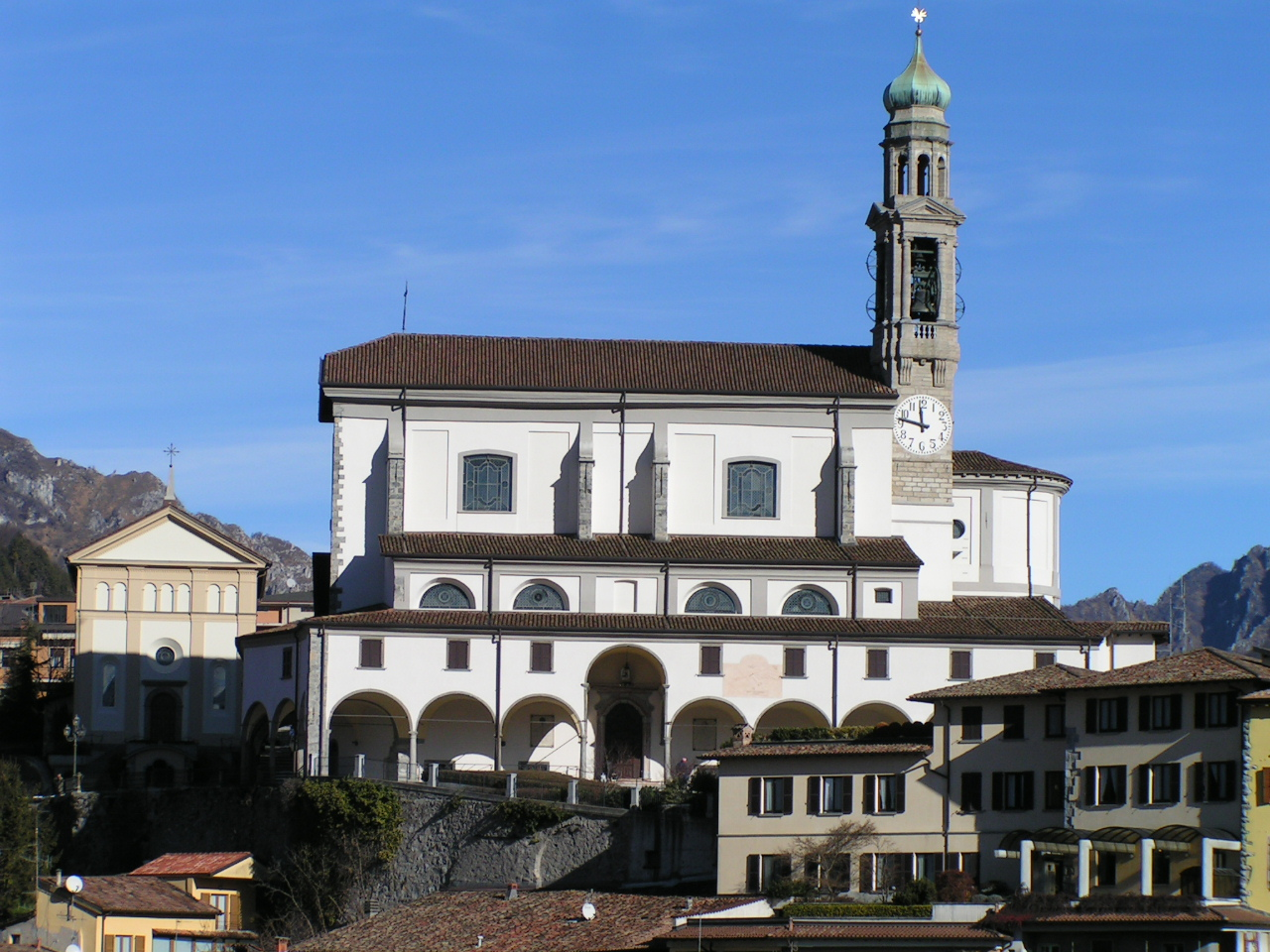
La chiesa parrocchiale vista da Sud

Il più importante edificio in ambito religioso è indubbiamente la chiesa parrocchiale, dedicata a santa Maria Assunta. Questa è posta in posizione dominante sul centro storico, nella parte più antica del borgo dove in epoca alto-medievale era posto un castello (del quale è ancora visibile parte della torre, ora utilizzata come campanile, con le finestre a bifore), e affonda le sue origini nel XIII secolo, come testimoniato da alcuni documenti del 1235.
Secondo la tradizione tuttavia la data di costruzione sarebbe da anticipare attorno all'XI secolo, con la chiesa edificata in luogo di un antico tempio pagano, dedicato al dio Vertumno. Inizialmente era intitolata a santa Maria Cirialis (ovvero santa Maria celeste e gloriosa) ed aveva dimensioni alquanto ridotte, circa venti metri di lunghezza ed otto di larghezza, con una sola navata, ed era considerata sussidiaria della chiesa di san Giorgio presso Fiorano. L'autonomia religiosa arrivò nel 1710, quando il cardinale Pietro Priuli la elevò a parrocchiale in seguito ai lavori di ristrutturazione che, iniziati nel 1688 e terminati quell'anno su progetto di Giovanni Battista Quadrio, le diedero le nuova dimensioni.
La struttura, nonostante altre ristrutturazioni in tempi più recenti, ha mantenuto l'impostazione settecentesca fino ai giorni nostri: presenta un portico esterno sui due lati occidentale e meridionale, con una grande navata centrale raccordata alle cappelle degli altari laterali mediante due piccole navate laterali.
L'interno è in stile barocco, con numerose decorazioni in stucco dorato, e ben nove altari. Il principale di questi è il neoclassico altare maggiore dedicato a santa Maria Assunta, che presenta una pala dipinta da Domenico Carpinoni, il coro eseguito dalla bottega dei Caniana, delle cariatidi di Andrea Fantoni, medaglie in terracotta di Donato Bianchi e sculture bronzee del Siccardi. Gli altari minori sono invece disposti in egual misura sui due lati: il primo a sinistra, intitolato alla Madonna del Rosario, è stato disegnato da Giovan Battista Caniana e realizzato dalla Bottega di Bartolomeo Manni e comprende anche il pulpito ed un paliotto di Andrea Fantoni. Di quest'ultimo artista sono anche sia il crocifisso che la statua del Cristo Risorto, appartenenti al secondo altare sinistro, detto appunto del Crocifisso, mentre il terzo ed il quarto sono dedicati rispettivamente a sant'Orsola e san Luigi. Sul lato opposto vi sono gli altari di san Mauro, con il dipinto Vergine con i santi Patrizio, Giovanni Battista e Marco di Enea Salmeggia, dell'Addolorata, in cui si trova una Pietà un tempo erroneamente attribuita al Tintoretto e poi a Palma il Giovane, dei Morti, con una pala d'altare di Giuseppe Brina, e di sant'Antonio, in cui sono custodite le reliquie dei santi Callisto, Silverio, Lucio e Vincenzo.
Tra le altre opere d'arte sono da segnalare la tela San Marco, san Giacomo e san Patrizio con la Madonna con Bambino di Giovanni Gallo, la Discesa dello Spirito Santo di Ludovico Dorigny, posta nel presbiterio, l'Ultima cena” di Gregorio Lazzarini, il Suffragio di Vincenzo Angelo Orelli, I due ciechi di Carlo Bellosio, la Natività di Giovanni Carobbio, il Cristo alla colonna di Antonio Cifrondi, Incontro di Cristo con Maria, Adorazione dei pastori, Adorazione dei magi, Flagellazione di Cristo di scuola lombarda del settecento, Incoronazione di spine di Pietro Ronzelli, San Pietro che guarisce lo storpio di scuola veneta.

#### Altre chiese

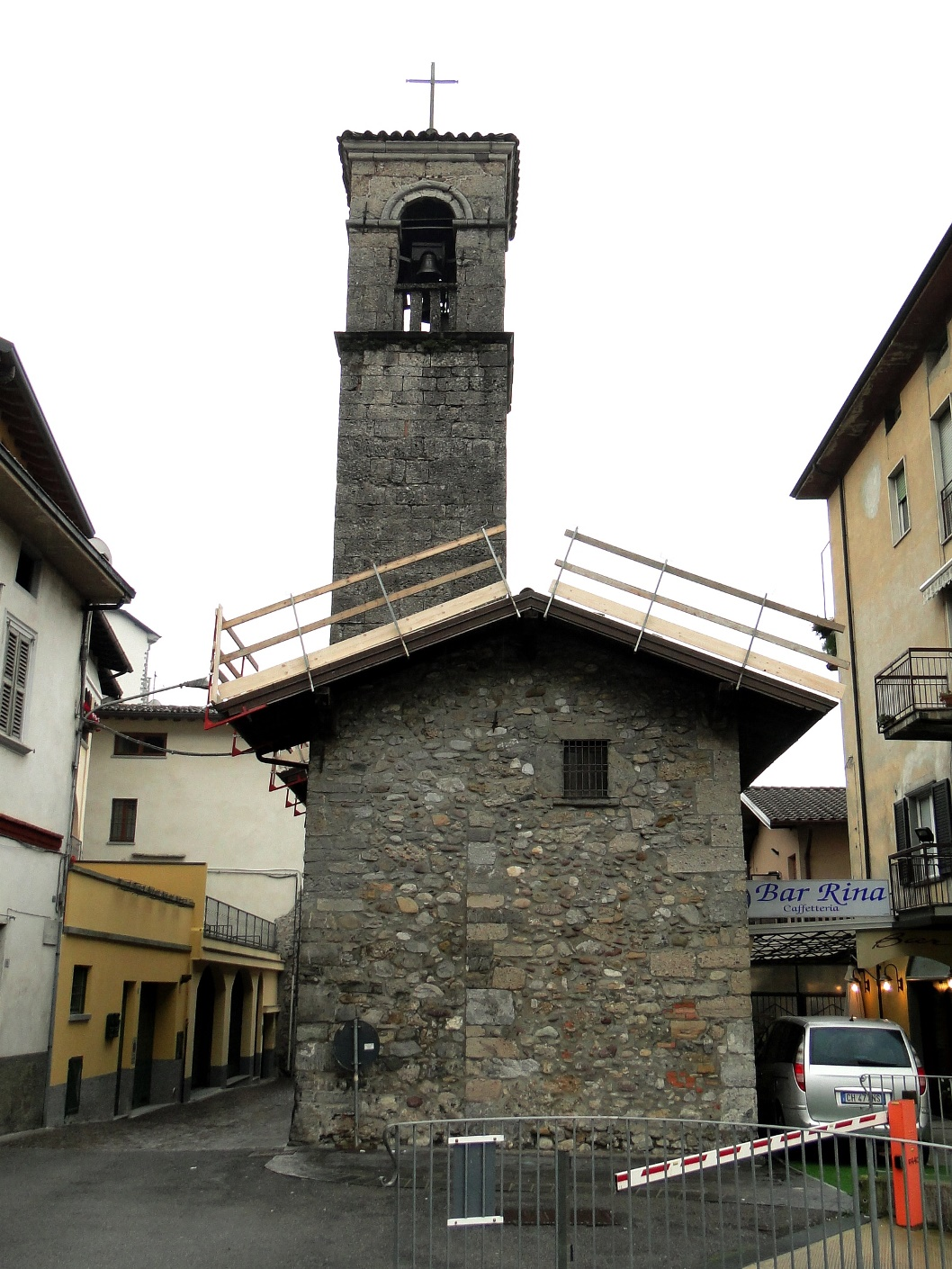
La chiesa di san Lorenzo

Oltre alla parrocchiale numerosi sono gli edifici di culto presenti sul territorio.
In primo luogo la chiesa di Nostra Signora di Lourdes, edificata all'inizio del XX secolo a ridosso della parrocchiale al punto di condividerne il sagrato in direzione Nord. Il corpo dell'edificio principale risulta essere leggermente rialzato rispetto alla parrocchiale, ed è raggiungibile mediante due scalinate curve. La facciata è suddivisa da quattro lesene sormontate da un timpano, mentre l'interno è costituito da un corpo a navata singola. Sul fondo il piccolo presbiterio è diviso in due dalla ricostruzione della grotta di Lourdes, costruita in gesso colorato, entro la quale si trova anche l'altare.

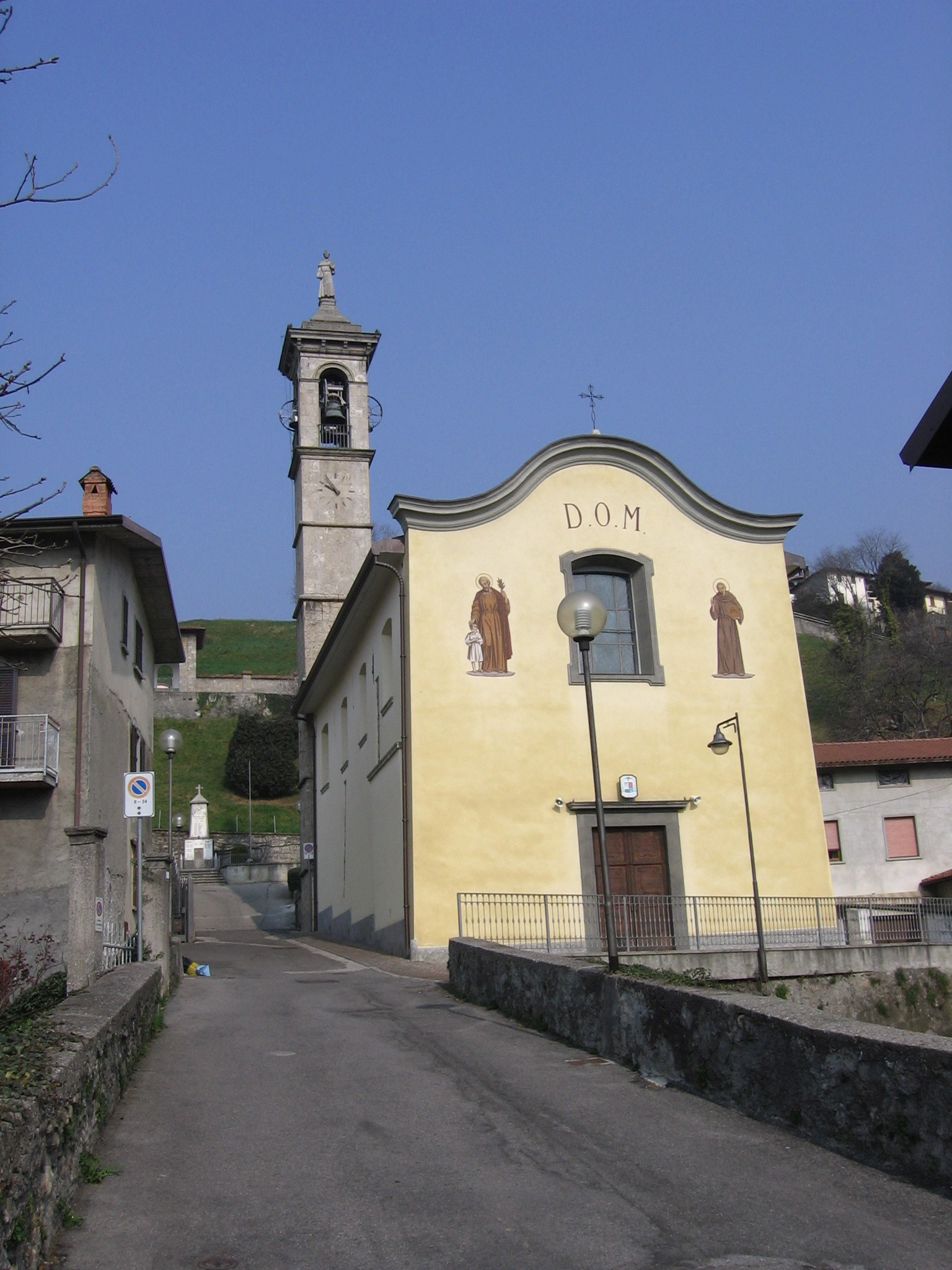
La chiesa parrocchiale di Semonte

Nella parte più bassa del paese, in località Plazzoli, si trova invece la chiesa di San Rocco, risalente alla prima parte del XVI secolo. In principio poco più grande di una cappelletta votiva, in seguito all'ondata di peste del 1630 venne ampliata fino a diventare un vero e proprio luogo di culto dedicato al santo protettore dei contagiati, assumendo una struttura a pianta circolare in stile tardo-rinascimentale. All'interno sono custoditi affreschi secenteschi ed un quadro d'altare raffigurante la Madonna con i santi Rocco, Antonio, Giuseppe, Fabiano e Sebastiano, opera di Giovanni Carobbio.
Presso la contrada di san Lorenzo (un tempo chiamata con il nome di Nunglaqua) a fianco del torrente Vertova, si trova l'omonima chiesa, la cui presenza è documentata già nel XIV secolo. Dotata di struttura rettangolare, possiede un'abside quattrocentesca, coeva degli affreschi di San Domenico e San Francesco (restaurati nel 1941) ed una navata secentesca.
A completare il novero delle chiese del paese vi sono anche l'oratorio di Santa Croce, piccola struttura a pianta circolare in stile classico, posto all'estremità meridionale del centro storico, a fianco della vecchia provinciale, e la chiesa di Sant'Angela Merici, situata in via cardinal Gusmini.
Nella frazione di Semonte, al limite occidentale del borgo antico, è inoltre presente la chiesa parrocchiale di San Bernardino. Risalente al XVI secolo, è sempre stata inclusa negli ambiti religiosi di Fiorano al Serio, ma sovente rivendicata da Vertova, tanto da scatenare litigi tra le autorità religiose dei due paesi confinanti, fino ad essere elevata a parrocchia autonoma nel 1911. La facciata esterna è lineare e piatta, mentre all'interno la struttura a navata singola è scandita da quattro campate e dotata di tre altari, opera della Bottega di Bartolomeo Manni. Altre opere di rilievo sono il coro in legno ed un medaglione in marmo raffigurante la Madonna, san Bernardino ed il Diavolo, eseguite dalla bottega di Andrea Fantoni, un organo del 2017 di Pietro Corna e due tele di Antonio Cifrondi, tra cui l'Assunta.
Infine in località Cavlera, posta sull'omonimo monte che svetta sull'abitato, si trova la piccola chiesetta dell'Immacolata Concezione, risalente alla prima parte del XVIII secolo.

### Architetture civili

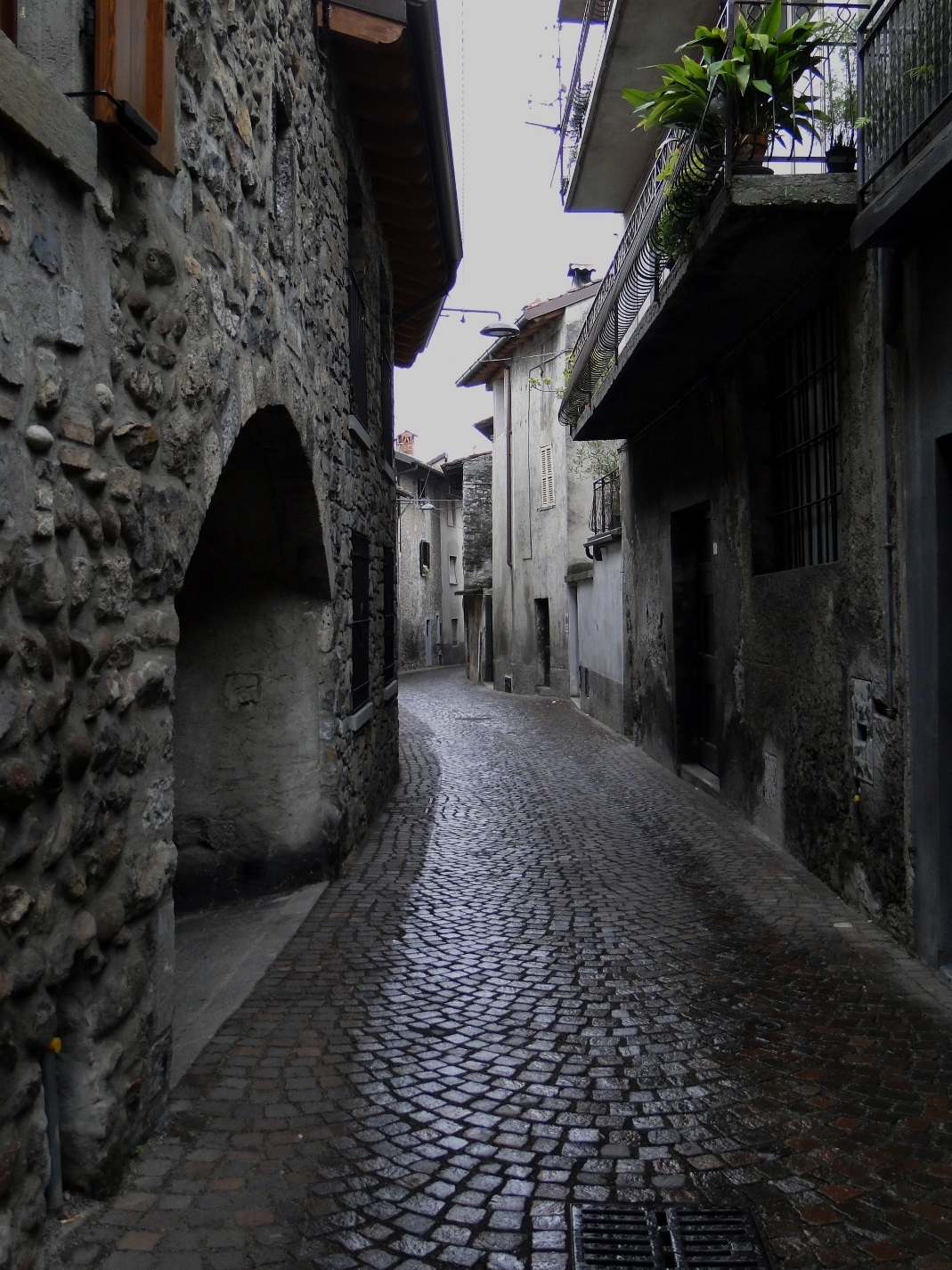
Scorcio tipico del centro storico

In ambito civile di grande rilievo è il nucleo originario del paese, corrispondente al centro storico. Questo, posto nel tratto finale del torrente Vertova sul lato orografico sinistro dello stesso, ha una struttura primitiva risalente al XII secolo, periodo in cui era totalmente inscritto in una cinta muraria con quattro porte di accesso ad ognuno dei punti cardinali.
Lo stesso è sempre stato suddiviso in tre contrade: Druda, Bernazio e Nunglaqua. Nella parte più elevata del borgo, nella contrada Druda, era situato il castello, poi sostituito dalla chiesa parrocchiale, ma ancora presente nella toponomastica. Difatti la piazza Castello risulta essere il centro di questo borgo medievale, dove si trovano sia la casa-torre, che nel XIII secolo era sede del comune e che presenta una muratura in pietra a vista nonché volte a botte e a crociera nei sotterranei, sia numerose costruzioni rurali tipiche di quel periodo. 
Queste sono caratterizzate da una chiusura esterna ed un'apertura verso l'interno in cui si trovano porticati e cortili con orti in cui gli agricoltori svolgevano parte delle loro mansioni.
Molto caratteristici sono anche gli attigui stretti vicoli, che trovano un valido esempio nella via Morandi, conosciuta anche come "Antica strada del Cantone" (tanto che in dialetto è ancora chiamata "I Cantù"), che ha un particolare andamento spezzettato ad angoli retti.
In via Lorenzoni si trova invece la Torre Colombera, antica fortificazione ora adibita ad uso residenziale, disposta su quattro piani con pianta quadrata, con una struttura rustica con colonne ed archi in mattoni, nonché antichi affreschi profani che versano però in cattivo stato di conservazione.
Omonima alla torre è la casa, situata in via Scalarola presso l'entrata Nord del borgo, recentemente ristrutturata secondo le caratteristiche originali del XVI secolo, periodo nel quale era una struttura fortificata.

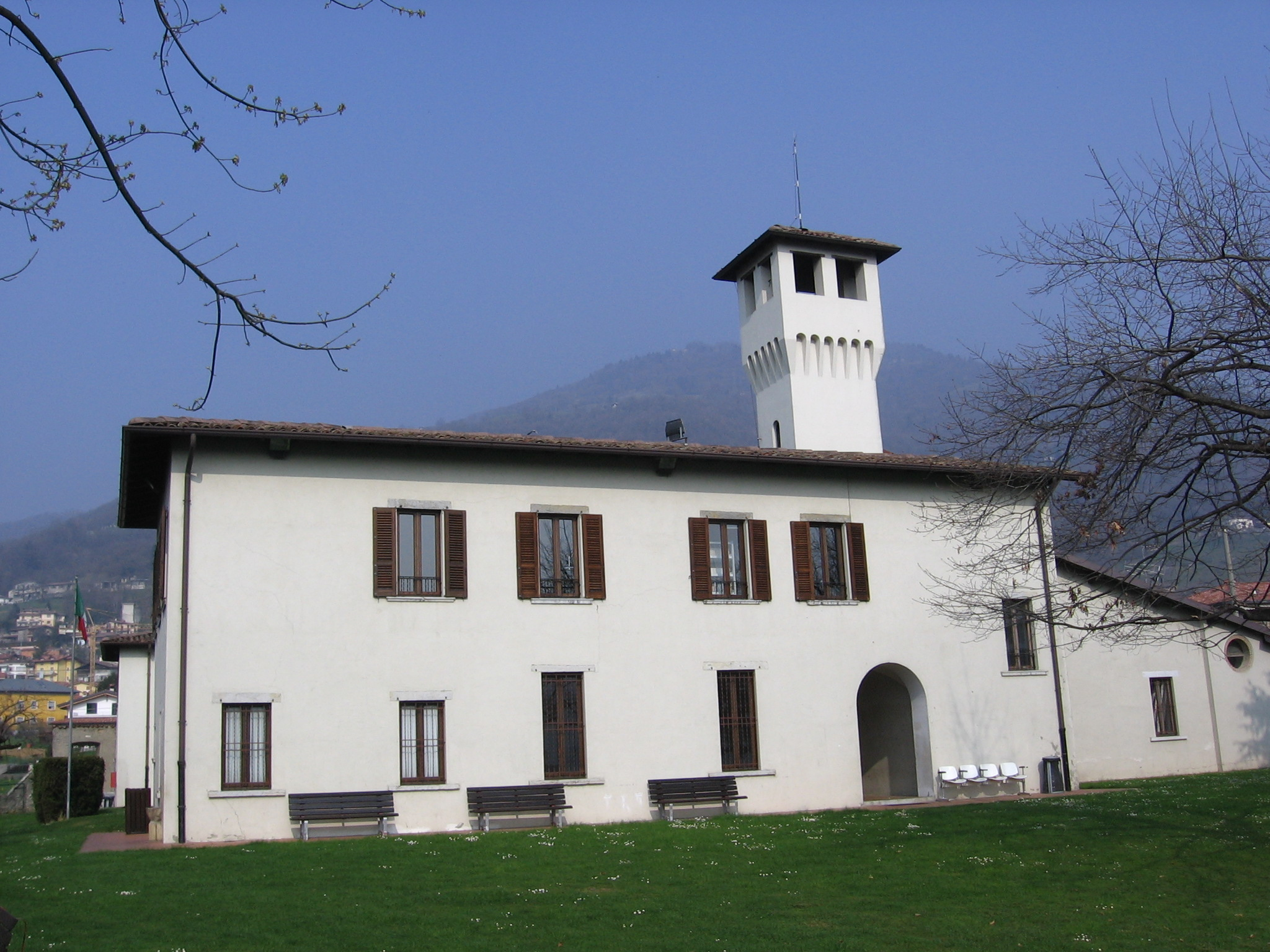
L'ex convento dei Cappuccini, ora biblioteca comunale

Interessanti sono numerosi altri esempi di abitazione cinquecentesca, con porticati, archi, colonne e loggiati, presenti in via San Carlo, nel vicolo Inondacqua ed in via Santa Caterina. Altre invece furono importanti per la crescita dell'artigianato, dal momento che nei loro cortili si svilupparono attività legate alla lavorazione dei metalli, come la casa Guerini-Casale (detta dei Maresciai), ed alla tessitura dei panni lana, come Casa Balini, Casa Mistri, Casa Paganessi e Casa Gualdo. In queste ultime due, entrambe situate in via Albertoni, sono inoltre presenti affreschi di pregio.
Ai limiti meridionali del borgo si trova la Casa della Soppressa, un edificio con pianta a forma di U e dotata di arcate, barriere in legno e volte a crociera ed a botte. Edificata nel XV secolo, era il luogo in cui avveniva la stiratura dei panni di lana prodotti nel paese.
Anche nella vicina frazione di Semonte sono presenti edifici storici rilevanti, concentrati nella zona centrale corrispondente alla piazza Leone XIII, detta La Plaza, tra cui una casa-torre ed alcuni complessi in cui risaltano interessanti loggiati ed archi.
Storicamente rilevanti sono gli edifici facenti parte del complesso residenziale fortificato che un tempo era proprietà della famiglia degli Albertoni-Vertova, signori del paese. Questo includeva un castello del XII secolo, di cui sono riscontrabili tracce nell'edificio posto tra le vie Cardinal Gusmini, San Lorenzo e Cornelli. Alla destra di questo vi era anche una piccola chiesa che, dedicata a santa Caterina, era una sorta di oratorio privato della famiglia, la cui struttura muraria è ancora visibile in principio a via San Lorenzo.
Degno di nota è anche il ponte di San Carlo che attraversa il torrente Vertova, che per decenni ha segnato il confine del paese. Risalente all'XI secolo, ma riedificato dopo la distruzione del paese avvenuta nel 1398, presenta un ottimo livello di conservazione.

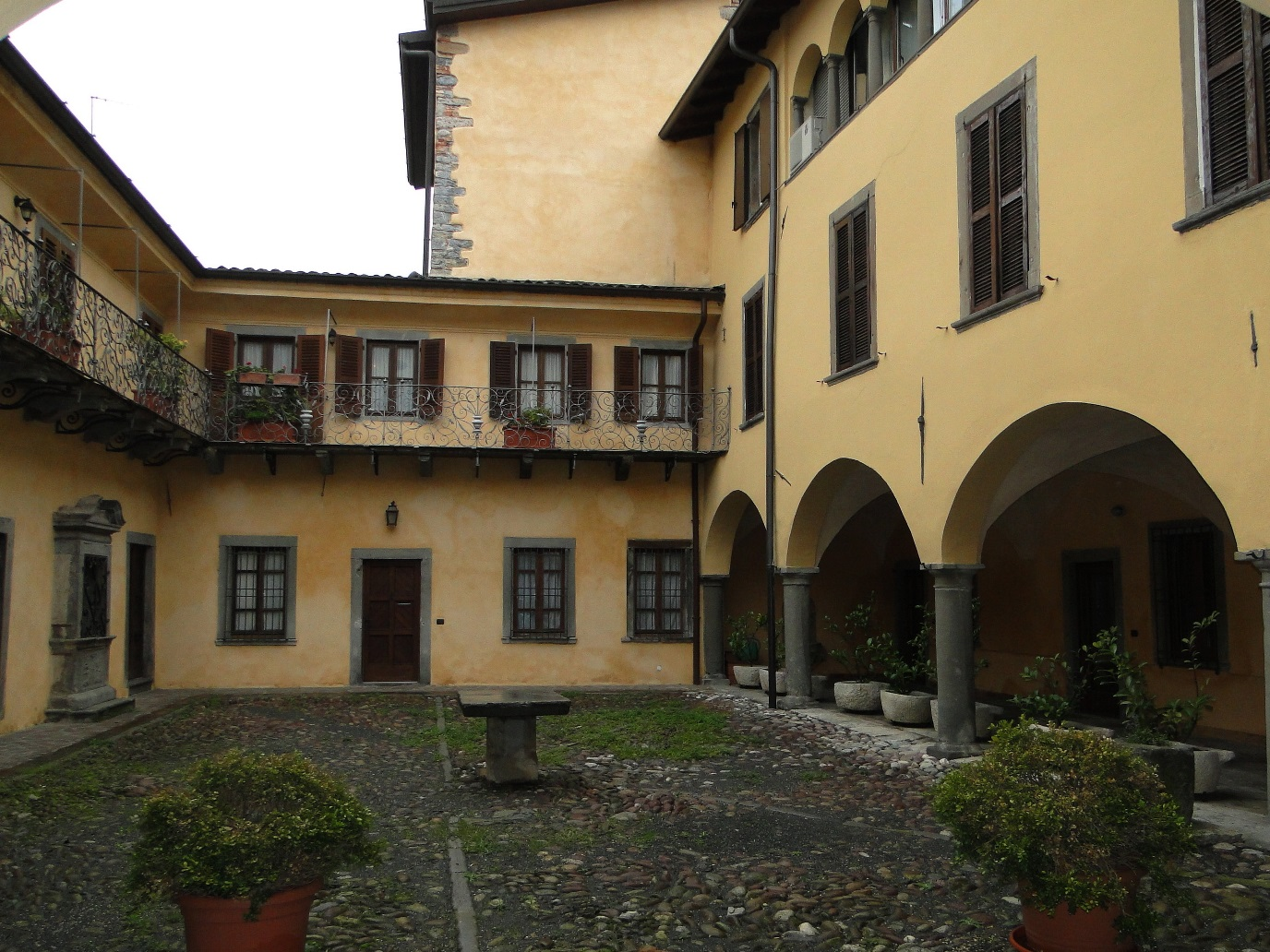
Casa con loggiato in via Albertoni

Per quanto riguarda invece l'archeologia industriale, è da segnalare la fornace posta a fianco del canale dell'area industriale del paese. Il complesso, edificato nel 1923 e conosciuto come Forni Perani, sfruttava l'energia idrica per far funzionare i macchinari presenti nei differenti fabbricati, permettendo la produzione di cemento e derivati.
Sono inoltre presenti altri due edifici, un tempo utilizzati per fini religiosi ed ora sconsacrati. Il primo è quello conosciuto con il nome di "casa delle Angeline", ma che originariamente ospitava la chiesa di santa Maria Maddalena, edificata all'inizio del XVII secolo, nella quale aveva sede la confraternita dei disciplini e quindi nota anche come Oratorio dei Disciplini. L'edificio, dotato di facciata in stile barocco con influssi classici, dopo la sconsacrazione passò alla MIA, che vi insediò un ricovero per persone anziane, mansione svolta tuttora.
Il secondo invece è la Villa Bonomi, ex convento dei frati cappuccini, al cui interno si trovava la chiesa di san Giuseppe. Costruita nel 1529 in seguito ad un voto fatto dalla popolazione durante un'epidemia di peste, inizialmente aveva dimensioni tanto ridotte da essere considerata una piccola cappelletta. Nel 1576 un radicale intervento di ristrutturazione la rese una chiesa a tutti gli effetti, dotandola anche di un attiguo fabbricato nel quale si insediò l'ordine mendicante, che vide tra i suoi novizi anche Celestino Colleoni. La chiesa aveva una pianta rettangolare, con all'interno una tela raffigurante il Bambino Gesù con Maria e Giuseppe eseguita da Vincenzo Campi. Nel 1769 il convento subì una prima chiusura, revocata poco dopo, mentre nel 1802 venne soppresso definitivamente dal governo napoleonico, venendo quindi acquistato prima dalla famiglia Bettonagli, poi dai Gilberti e infine dai Bonomi. Dal 1953 è proprietà del comune che, dopo aver sottoposto l'intero complesso a ristrutturazione, l'ha adibito a biblioteca e centro culturale, mentre nel rustico del convento è stato collocato il centro per gli anziani.

### Percorsi naturalistici

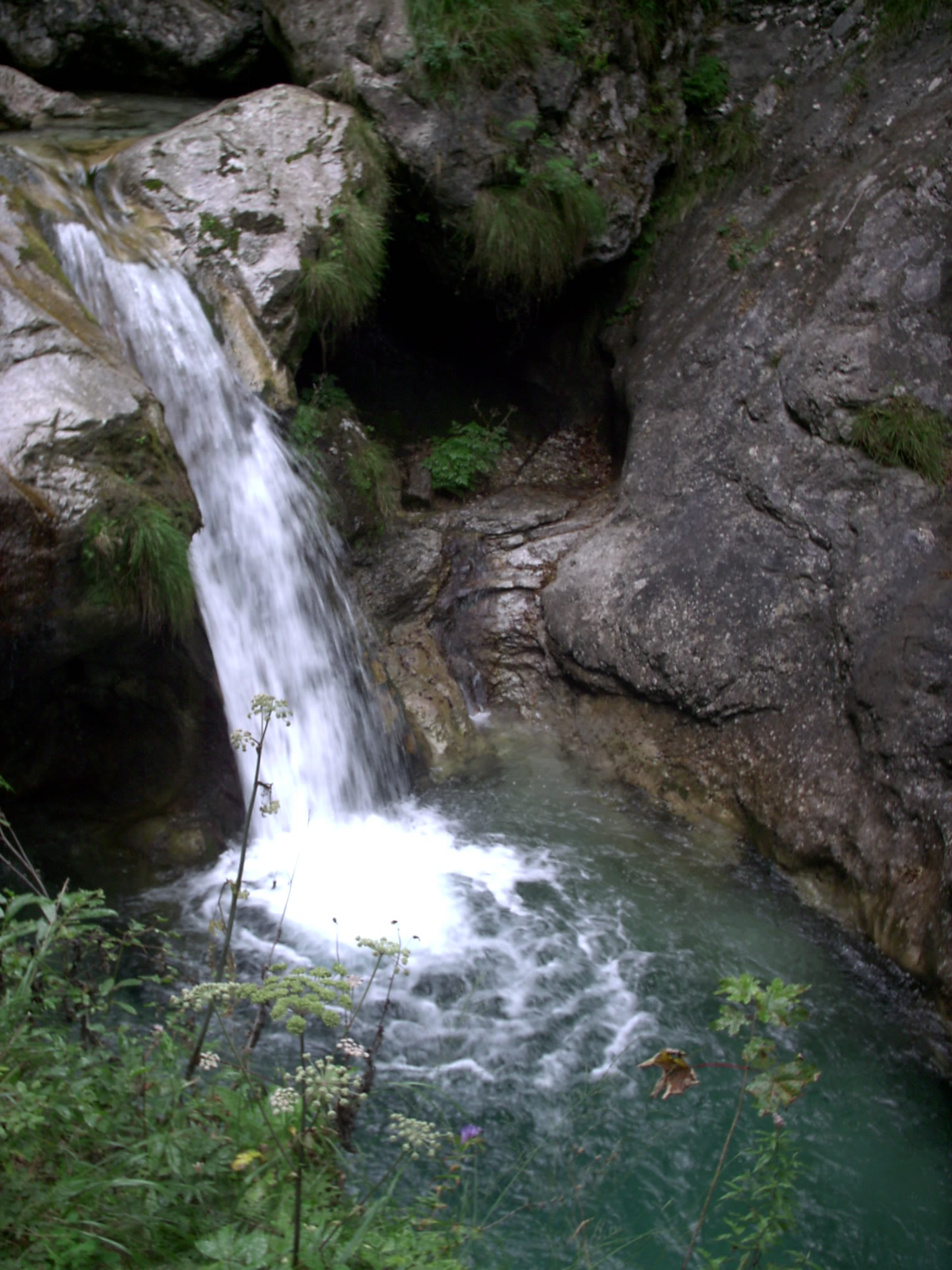
Cascata in val Vertova

Numerose sono le possibilità che il territorio offre a chi volesse passare un po' di tempo nella natura.
Il percorso più rinomato è senza dubbio quello che, salendo dal centro abitato passa lungo via Cinque Martiri e si inoltra nella Val Vertova.
Qui l'itinerario si sviluppa a lato dell'omonimo torrente che, alimentato da numerose sorgenti di cui la valletta è ricchissima, si snoda in numerose cascate e pozze d'acqua scavate nella roccia, in un percorso facile ed adatto anche ai bambini.
Nella stessa valle vi sono anche altri sentieri che, diramandosi dall'itinerario principale, salgono sui rilievi circostanti, molti dei quali contrassegnati dai segnavia del CAI.
Tra questi vi sono il numero 517 che, dopo aver solcato la verde Val del Gru, raggiunge La Forca di Aviatico; il 525 che, noto con il nome di sentiero della Borleda, sale fino al Colle di Barbata; il 527 che tramite la conca del Sedernel arriva al Bivacco Testa, collocato poco sotto la vetta del monte Alben; il 529 che permette di spingersi fino al Passo di Bliben, ed il 530 che, partendo invece dal centro abitato, si inerpica sulle pendici del monte Cavlera e, dopo essersi congiunto con il segnavia 529, raggiunge anch'esso la vetta dell'Alben.
Per quanto riguarda il tempo libero, è d'obbligo citare la Ciclovia della Valle Seriana che, seppur per un breve tratto, transita nella parte sud del comune a ridosso del fiume Serio. Questa permette passeggiate e pedalate nella natura, lontano da traffico ed inquinamento, permettendo la riscoperta e la valorizzazione di spazi un tempo abbandonati nell'incuria.

## Società

### Evoluzione demografica
Abitanti censiti

### Etnie e minoranze straniere
Gli stranieri residenti nel comune sono 340, ovvero il 7,7% della popolazione. Di seguito sono riportati i gruppi più consistenti:
1. Marocco, 78
2. Senegal, 76
3. Romania, 52
4. Cina, 45
5. Ucraina, 23
6. Tunisia, 14
7. Bolivia, 9
8. Pakistan, 7
9. Moldavia, 3
10. Brasile, 3

## Cultura

### Manifestazioni
- Via Crucis (Venerdì Santo). Storica rappresentazione della via crucis di Cristo, in costumi originali del settecento[19].
- Fiera di San Marco (25 aprile). Nel giorno del santo patrono, le vie di Vertova si riempiono di bancarelle di ogni genere e presso l'ex stazione ci sono le giostre per il divertimento dei ragazzi, richiamando molta gente anche dai paesi vicini.
- Festa della vita (inizio settembre). Dagli anni novanta, presso la ex stazione, si svolge una festa di 4/5 giorni, organizzata dai volontari di Vertova con l'associazione Paolo Belli, per la lotta alla leucemia. Il ricavato è devoluto appunto alla ricerca contro la leucemia.
- Trofeo Paganessi, Gara ciclistica internazionale (fine agosto). In genere nell'ultimo weekend di agosto, si sfidano le promesse del ciclismo internazionale, categoria Juniores, nelle corse a cronometro e in linea organizzate da comune e dalla famiglia Paganessi. Tra i vincitori delle passate edizioni si segnala la vittoria di Fabian Cancellara.

## Amministrazione
| Periodo          | Periodo          | Primo cittadino           | Partito                                                  | Carica                  | Note |
| ---------------- | ---------------- | ------------------------- | -------------------------------------------------------- | ----------------------- | ---- |
| 1955             | 1970             | Mario Bertocchi           | DC                                                       | Sindaco                 |      |
| 1970             | 1975             | Gian Filippo Rapetti      | DC                                                       | Sindaco                 |      |
| 1975             | 1980             | Gian Filippo Rapetti      | DC                                                       | Sindaco                 |      |
| 1980             | 1985             | Renzo Guerini             | DC                                                       | Sindaco                 |      |
| 1985             | 1990             | Renzo Guerini             | DC                                                       | Sindaco                 |      |
| 1990             | 1995             | Carlo Macalli             | DC                                                       | Sindaco                 |      |
| 23 aprile 1995   | 12 giugno 1999   | Gian Pietro Testa         | Lega Nord                                                | Sindaco                 |      |
| 13 giugno 1999   | 4 settembre 2003 | Gian Pietro Testa         | Lega Nord                                                | Sindaco                 |      |
| 4 settembre 2003 | 13 giugno 2004   | Adriano Eustachio Coretti |                                                          | Commissario prefettizio |      |
| 14 giugno 2004   | 7 giugno 2009    | Riccardo Cagnoni          | lista civica                                             | Sindaco                 |      |
| 8 giugno 2009    | 25 maggio 2014   | Riccardo Cagnoni          | lista civica "Continuità e rinnovamento-Sindaco Cagnoni" | Sindaco                 |      |
| 26 maggio 2014   | 26 maggio 2019   | Luigi Gualdi              | lista civica "Continuità e rinnovamento"                 | Sindaco                 |      |
| 27 maggio 2019   | 9 giugno 2024    | Orlando Gualdi            | lista civica "Vertova Rinascimento"                      | Sindaco                 |      |
| 10 giugno 2024   | in carica        | Riccardo Cagnoni          | lista civica "Per Vertova"                               | Sindaco                 |      |

## Infrastrutture e trasporti
La stazione di Vertova, attiva fra il 1884 e il 1967, era posta lungo la ferrovia della Valle Seriana.

## Sport

### Calcio
Le squadre di calcio attive all'interno del comune sono l'Oratorio Vertova Calcio e il Gruppo sportivo Vertovese, nato nel 1922, che milita in Eccellenza. Quest'ultima, nell'estate 2024, effettua una fusione con il Rovato Calcio, dando vita alla RovatoVertovese. Il 5 gennaio 2025 la RovatoVertovese conquista per la prima volta la Coppa Eccellenza Lombardia, superando in finale la Solbiatese per 4-0. Il 26 marzo 2025 giunge in finale di Coppa Italia Dilettanti conquistando la promozione in Serie D.

### Atletica
La squadra di atletica del paese è il Gruppo Alpinistico Vertovese, noto anche come GAV, fondato negli anni 50. È composta da atleti di ogni età, da bambini (6-7 anni) ad appassionati runner ormai in pensione.

### Ciclismo
La squadra ciclistica del paese, l'U.C. San Marco Vertova, è apprezzata nell'ambiente del ciclismo provinciale e regionale. Ogni anno organizza la manifestazione internazionale per juniores 2 giorni internazionale di Vertova con il Trofeo Comune di Vertova e il Trofeo Emilio Paganessi.

### Pallacanestro
A Vertova è anche presente una squadra di pallacanestro, la Fervens Vertova, che opera principalmente a livello giovanile.